# John Lutz
Pour les articles homonymes, voir Lutz.
Œuvres principales
- JF partagerait appartement

John Lutz, né le 11 septembre 1939 à Dallas dans l’état du Texas et mort le 9 janvier 2021 à Saint-Louis, est un écrivain américain de roman policier. Il a aussi publié des œuvres sous divers pseudonymes, dont Steven Greene et Paul Shepptarton.

## Biographie
Il fait ses études à Saint-Louis. Tour à tour ouvrier du bâtiment, ouvreur dans un théâtre, magasinier, camionneur, standardiste, il se lance dans l'écriture et publie sa première nouvelle, Thieve’s Honor, dans le Alfred Hitchcock Mystery’s Magazine en 1966. Auteur prolifique, ses nombreuses nouvelles sont régulièrement publiés (Ellery Queen's Mystery Magazine, Mike Shayne's Mystery Magazine…). Son premier roman, The Truth of the Matter, paraît en 1971. Il devient écrivain à plein temps en 1975.
En 1976, il crée Alo Nudger, un privé ex-policier exerçant à Saint-Louis qui apparaît dans dix romans et un recueil de nouvelles. Trois de ses aventures sont traduites à la Série noire. En 1984, il collabore avec Bill Pronzini pour le roman The Eye, traduit en France sous le titre La Traversée des enfers.
En 1986, il crée Fred Carver qui, comme Alo Nudger, est un ex-policier devenu privé. Ce héros apparaît dans dix romans et ses deux premières aventures sont traduites en France, toujours à la Série noire. Par la suite, l’auteur crée un autre série consacrée à Frank Quinn, et une série intitulée The Night. Il est également l’auteur de treize romans sans héros récurrent et il compte à son actif plus de deux cent cinquante nouvelles.
John Lutz est plusieurs fois récompensé pour son œuvre. En France, le recueil de nouvelles Better Mousetraps, traduit sous le titre Les Contes de l’amère loi, reçoit le prix de l’association 813 du meilleur recueil de nouvelles en 1989. Aux États-Unis, on lui décerne un prix Shamus en 1983 pour sa nouvelle What You Don't Know Can Hurt You, un autre en 1989 pour son roman Kiss et un prix Edgar-Allan-Poe en 1986 pour la nouvelle Ride the Lightning, traduite en France sous le titre Chevaucher la foudre, qu’il adaptera en roman en 1987. En 1995, il reçoit un Shamus Lifetime Achievement Award pour l’ensemble de son œuvre. Il a également été nommé à deux reprises, en 1986 et en 1987, aux prix Anthony pour ses nouvelles.
Deux de ses romans ont été adaptés au cinéma : JF partagerait appartement (SWF Seeks Same), publié en 1990, pour le film JF partagerait appartement (Single White Female), réalisé par Barbet Schroeder en 1992 et The Ex, paru en 1996, pour le film The Ex, réalisé par Mark L. Lester en 1997.
Il meurt le 9 janvier 2021, à l'âge de 81 ans.

## Œuvre

### Romans

#### SérieAlo Nudger
- Buyer Beware (1976)
- Night Lines (1985) Publié en français sous le titre La Mort dans ses meubles, Paris, Gallimard, coll. « Série noire » no 2051, 1986
- The Right to Sing the Blues (1986)
- Ride the Lightning (1987)
- Dancer's Debt (1988) Publié en français sous le titre L’Innocent aux mains vides, Paris, Gallimard, coll. « Série noire » no 2185, 1989
- Time Exposure (1989)
- Diamond Eyes (1990) Publié en français sous le titre La Poupée qui tue, Paris, Gallimard, coll. « Série noire » no 2283, 1991
- Thicker Than Blood (1993)
- Death by Jury (1995)
- Oops! (1998)
- The Nudger Dilemmas (2001)

#### SérieFred Carver
- Tropical Heat (1986) Publié en français sous le titre Un trop bel innocent, Paris, Gallimard, coll. « Série noire » no 2076, 1987
- Scorcher (1987) Publié en français sous le titre Ça sent le brûlé, Paris, Gallimard, coll. « Série noire » no 2122, 1988
- Kiss (1988)
- Flame (1990)
- Bloodfire (1991)
- Hot (1992)
- Spark (1993)
- Torch (1994)
- Burn (1995)
- Lightning (1996)

#### SérieNight
- The Night Caller (2001)
- The Night Watcher (2002)
- The Night Spider ou Night Victims (2003)
- Fear The Night (2005)
- Chill Of Night (2006)

#### SérieFrank Quinn
- Darker Than Night (2004)
- In For The Kill (2007)
- Night Kills (2008)
- Urge To Kill (2009)
- Mister X (2010)
- Serial (2011)
- Pulse (2012)
- Twist (2013)

#### Autres romans
- The Truth of the Matter (1971)
- Bonegrinder (1977) Publié en français sous le titre Le Lac d’épouvante, Paris, Fleuve noir, coll. « Gore » no 57, 1987
- Lazarus Man (1979)
- Jericho Man (1980)
- The Shadow Man (1981)
- Exiled (1982) (sous le pseudonyme de Steven Greene)
- The Eye (1984) (avec Bill Pronzini) Publié en français sous le titre La Traversée des enfers, Paris, Gallimard, coll. « Série noire » no 2038, 1986
- Shadowtown (1988)
- Single White Female ou SWF Seeks Same (1990) Publié en français sous le titre JF partagerait appartement, Paris, J’ai Lu, coll. « Polar » no 3335, 1992
- Dancing with the Dead (1992)
- The Ex (1996)
- Final Seconds (1998)

### Recueils de nouvelles
- Better Mousetraps (1988) Publié en français sous le titre Les Contes de l’amère loi, Paris, Gallimard, coll. « Série noire » no 2168, 1989
- Shadows Everywhere (1994)
- Until You Are Dead (1998)
- Endless Road: And Other Stories (2003)

### Nouvelles

#### SérieAlo Nudger
- "The Man in the Morgue", Alfred Hitchcock's Mystery Magazine, 1978
- "Where is Harry Beal?", Alfred Hitchcock’s Mystery Magazine, 1979 Publié en français sous le titre Un oiseau rare, in Alfred Hitchcock présente Histoires à corps et à crimes, 1990
- "Time Exposure", Alfred Hitchcock's Mystery Magazine, 1982
- "What You Don't Know Can Hurt You, Alfred Hitchcock's Mystery Magazine, 1982
- "The Right to Sing the Blues, Alfred Hitchcock's Mystery Magazine, 1983
- "Only One Way to Land, Alfred Hitchcock's Mystery Magazine, 1983
- "Typographical Error, The Eyes Have It, 1984
- "Ride the Lightning", Alfred Hitchcock’s Mystery Magazine, 1985 Publié en français sous le titre Chevaucher la foudre, in Mystères 87 : Les Dernières Nouvelles du crime, sous la direction de Jacques Baudou, Paris, Le Livre de poche no 6365, 1987
- "The Thunder of Guilt", Mean Streets, 1986
- "Flotsam and Jetsam", New Black Mask #7, 1987
- "DDS 10752 Libra" (coécrit avec Josh Pachter), An Eye for Justice, 1988
- "Before You Leap", Deadly Allies, 1992
- "The Romantics", Deadly Allies #2, 1994
- "The Litigants", The Shamus Game, 2000
- "Second Story Sunlight", Most Wanted, 2002

#### SérieFred Carver
- "Night Crawlers", For Crime Out Loud, 1996 et Ellery Queen's Mystery Magazine, 1997

#### A
- "Abridged", Mike Shayne's Mystery Magazine, 1983
- "After the Ball", Dracula: Prince of Darkness, 1994
- "All Business", Ellery Queen's Prime Crimes 2, 1984
- "All of a Sudden", Alfred Hitchcock's Mystery Magazine, 1974
- "Arful", Show Business is Murder, 2004
- "Arm of the Law", Alfred Hitchcock’s Mystery Magazine, 1974
- "Autumn Madness", Ellery Queen's Mystery Magazine, 1972

#### B
- "The Basement Room", Mike Shayne’s Mystery Magazine, 1973
- "The Bear Cottage", Mike Shayne’s Mystery Magazine, 1981
- "Big Game", Signature, 1967. Publié en français sous le titre Le Grand Jeu in Les Contes de l’amère loi, Paris, Gallimard, coll. « Série noire » no 2168, 1989
- "Bingo", The Mysterious West, 1994
- "Booth Thirteen", Galaxy, 1968
- "Buried Treasure", Alfred Hitchcock’s Mystery Magazine, 1982 Publié en français sous le titre Le Trésor enterré in Les Comtes de l’amère loi, Paris, Gallimard, coll. « Série noire » no 2168, 1989
- "Burglary in Progress", Woman's World, 1986
- "Burning Evidence", bePuzzled, 1993
- "But Once a Year", Cat Crimes Goes on Holiday, 1997
- "The Butcher, the Baker", Alfred Hitchcock’s Mystery Magazine, 1974

#### C
- "The Clarion Call", Mike Shayne’s Mystery Magazine, 1975
- "Close Calls", Alfred Hitchcock’s Mystery Magazine, 1978
- "A Crazy Business", Feline and Famous, 1994
- "The Creator of Spud Moran", Alfred Hitchcock’s Mystery Magazine, 1968 Publié en français sous le titre Spud Moran, in Alfred Hitchcock Magazine no 92, janvier 1969
- "The Crooked Picture", The Man From UNCLE Mystery Magazine, 1967
- "Curb Service", 87th Precinct Mystery Magazine, 1974

#### D
- "Dangerous Game", Alfred Hitchcock’s Mystery Magazine, 1979
- "Day of Evil", The Executioner Mystery Magazine, 1975
- "The Day of the Picnic", Alfred Hitchcock’s Mystery Magazine, 1971 Publié en français sous le titre Pique-nique in Les Contes de l’amère loi, Paris, Gallimard, coll. « Série noire » no 2168, 1989
- "Day Shift", Mike Shayne’s Mystery Magazine, 1974
- "Dead Man", Alfred Hitchcock’s Mystery Magazine, 1974 Publié en français sous le titre La Mort en chambre close in  Les Contes de l’amère loi, Paris, Gallimard, coll. « Série noire » no 2168, 1989 ; réédition in Alfred Hitchcock présente Histoires déroutantes, Paris, Le Livre de Poche, coll. « Policier », 1990
- "Dead, You Know", Alfred Hitchcock’s Mystery Magazine, 1968 Publié en français sous le titre Elle est morte, tu sais..., in Alfred Hitchcock Magazine no 85, mai 1968
- "Dear Dorie", Alfred Hitchcock’s Mystery Magazine, 1981 Publié in français sous le titre Chère Dorie, in Paris, LGF, Alfred Hitchcock Magazine, 2e série, no 15, mars 1990 ; réédition dans L'Homme qui tua Jesse James, Paris, Librairie des Champs-Élysées, coll. « Le Club des Masques » no 1010, 1992
- "Death by the Numbers", Mike Shayne’s Mystery Magazine, 1977
- "Death for Sale", Swank, 1971
- "Death on the Silver Screen", Mike Shayne’s Mystery Magazine, 1968
- "Deeper and Deeper", Ellery Queen's Mystery Magazine, 1982
- "Dilemma", Unholy Orders, 2000
- "Discount Fare", Alfred Hitchcock’s Mystery Magazine, 1979
- "DNA", For Crime Out Loud, 1997
- "Dogs and Fleas", Guilty as Charged, 1996
- "Doom Signal", Alfred Hitchcock’s Mystery Magazine, 1969 Publié en français sous le titre Paroles fatidiques, in Alfred Hitchcock présente Histoires qui font tilt, 1985
- "Double Cross", bePuzzled, 1989
- "Double Murder", Alfred Hitchcock’s Mystery Magazine, 1981

#### E
- "El Palacio", A Hot and Sultry Night, 2003
- "Endless Road", Murder on Route 66, 1998
- "Explosive Cargo", Alfred Hitchcock’s Mystery Magazine, 1977
- "The Explosives Expert", Alfred Hitchcock’s Mystery Magazine, 1967 Publié en français sous le titre L’Expert en explosif in Les Contes de l’amère loi, Paris, Gallimard, coll. « Série noire » no 2168, 1989

#### F
- "Fair Shake", Alfred Hitchcock’s Mystery Magazine, 1968 Publié en français sous le titre Ketchup, in Alfred Hitchcock Magazine no 88, août 1968
- "Feline Frenzy", bePuzzled (story-puzzle), 1991
- "Figure in Flight", Charlie Chan Mystery Magazine, 1974
- "The Final Reel", Alfred Hitchcock’s Mystery Magazine, 1971
- "Finicky", Cat Crimes, 1991
- "Flowers from a Stranger", bePuzzled, 1994
- "Fractions", Alfred Hitchcock’s Mystery Magazine, 1972
- "Franticman", Alfred Hitchcock’s Mystery Magazine, 1979
- "Friendly Hal", Alfred Hitchcock’s Mystery Magazine, 1971

#### G
- "Games for Adults", Alfred Hitchcock’s Mystery Magazine, 1971
- "Garden of Dreams", Alfred Hitchcock’s Mystery Magazine, 1971
- "The Gentleman on the Titanic", Ellery Queen's Mystery Magazine, 1999
- "A Glimpse of Evil", Alfred Hitchcock’s Mystery Magazine, 1980
- "Going, Going…", The Executioner Mystery Magazine, 1975
- "Green Death", Alfred Hitchcock’s Mystery Magazine, 1974 Publié en français sous le titre Fatale Méprise, in Hitchcock Magazine : Anthologie du suspense no 10, 1975
- "Grounds for Murder", bePuzzled, 1995

#### H
- "Hand of Fate", Alfred Hitchcock’s Mystery Magazine, 1969 Publié en français sous le titre La Main du destin in Les Contes de l’amère loi, Paris, Gallimard, coll. « Série noire » no 2168, 1989
- "A Handgun for Protection", Mike Shayne Mystery Magazine, 1984
- "Hanson’s Radio", Dark Love, 1995 Publié en français sous le titre Hanson et sa radio in Noir comme l’amour, Paris, J’ai Lu, coll. « Thrillers » no 17149, 2000
- "Have You Ever Seen this Woman?", Alfred Hitchcock’s Mystery Magazine, 1976
- "Heat", Ellery Queen's Mystery Magazine, 1985
- "Hector Gomez Provides", Mike Shayne’s Mystery Magazine, 1985
- "High Stakes", The Saint Mystery Magazine, 1984 Publié en français sous le titre Un flambeur de haut-vol in Les Contes de l’amère loi, Paris, Gallimard, coll. « Série noire » no 2168, 1989
- "His Honor the Mayor", The Executioner Mystery Magazine, 1975
- "Hobson’s Choice", The Blue and the Gray Undercover, 2002

#### I
- "Image", Diagnosis Dead, 1999
- "In the Blood", Cavalier, 1972
- "In by the Tenth", Ellery Queen's Mystery Magazine, 1978
- "In Memory of…", Alfred Hitchcock’s Mystery Magazine, 1972 Publié en français sous le titre Ici repose in Les Contes de l’amère loi, Paris, Gallimard, coll. « Série noire » no 2168, 1989
- "The Infernal Machine", The New Adventures of Sherlock Holmes, 1987
- "The Insomniacs’ Club", Ellery Queen's Mystery Magazine, 1968 Publié en français sous le titre Le Club des insomniaques in Les Contes de l’amère loi, Paris, Gallimard, coll. « Série noire » no 2168, 1989
- "It Could Happen to You", Alfred Hitchcock’s Mystery Magazine, 1975

#### J
- "Jelly Reds", Deals with the Devil, 1993

#### K
- "A Killer Foiled", Mike Shayne’s Mystery Magazine, 1972
- "King of the Kennel", Mike Shayne’s Mystery Magazine, 1968
- "King of the World", Alfred Hitchcock’s Mystery Magazine, 1973
- "Kitty", Cat Crimes III, 1992

#### L
- "The Landscape of Dreams", Ellery Queen's Mystery Magazine, 1982
- "The Last to Know", Mike Shayne’s Mystery Magazine, 1985
- "The Laundry Room", Manhattan Noir, 2006
- "Lease on Life", 87th Precinct Mystery Magazine, 1975
- "The Ledge Walker", The Executioner Mystery Magazine, 1975
- "The Lemon Drink Queen", Alfred Hitchcock’s Mystery Magazine, 1974 Publié en français sous le titre La Reine du jus de citron, in Alfred Hitchcock Magazine no 161, octobre 1974
- "Life Sentence", 87th Precinct Mystery Magazine, 1975
- "Lily and Men", Flesh and Blood, Dark Desires, 2002
- "The Live Tree", Mistletoe Mysteries, 1989
- "Living all Alone", Alfred Hitchcock’s Mystery Magazine, 1972

#### M
- "Mr. Lucrada", The Ultimate Dracula, 1991 Publié en français sous le titre Monsieur Lucrada in Dernières nouvelles de Dracula, Paris, Pocket, coll. « Terreur » no 9103, 1996
- "Machete", Mystery in the Sunshine State, 1999
- "Mail Order", Alfred Hitchcock’s Mystery Magazine, 1975 Publié en français sous le titre Vente par correspondance in Les Contes de l’amère loi, Paris, Gallimard, coll. « Série noire » no 2168, 1989
- "Marked Down", Alfred Hitchcock’s Mystery Magazine, 1978
- "Men with Motives", 87th Precinct Mystery Magazine, 1975
- "The Midnight Train", Alfred Hitchcock’s Mystery Magazine, 1968
- "Missing Personnel", Alfred Hitchcock’s Mystery Magazine, 1977
- "Moon Children", 87th Precinct Mystery Magazine, 1975
- "Mortal Combat", Alfred Hitchcock’s Mystery Magazine, 1981 Publié en français sous le titre Mise à mort in Les Contes de l’amère loi, Paris, Gallimard, coll. « Série noire » no 2168, 1989
- "Murder Malignant", Alfred Hitchcock’s Mystery Magazine, 1971 Publié en français sous le titre Alibis en chaîne, in Alfred Hitchcock Magazine no 128, janvier 1971
- "Murder on the Titanic", bePuzzled, 1997
- "The Music from Downstairs", Alfred Hitchcock’s Mystery Magazine, 1979

#### N
- "Next to the Woman from Des Moines", The Executioner Mystery Magazine, 1975
- "Night Chase", New Mystery, 1992
- "Nighthawks", Guilty as Sin, 2003
- "No Small Problem", Alfred Hitchcock’s Mystery Magazine, 1968 Publié en français sous le titre Les Nains in Les Contes de l’amère loi, Paris, Gallimard, coll. « Série noire » no 2168, 1989
- "Not a Home", Alfred Hitchcock’s Mystery Magazine, 1976
- "Not Just a Number", Mike Shayne’s Mystery Magazine, 1976

#### O
- "Obedience School", Mike Shayne’s Mystery Magazine, 1969
- "Objective Mirror", Alfred Hitchcock’s Mystery Magazine, 1973
- "Old Saying", Dick Tracy, the Secret Files, 1990
- "On Guard", Mystery Scene, 1986
- "On Judgment Day", Espionage, 1985
- "One for All", Adam Bedside Reader #43, 1970
- "One Man’s Manual", Alfred Hitchcock’s Mystery Magazine, 1977
- "One Way", Alfred Hitchcock’s Mystery Magazine, 1969 Publié en français sous le titre Je cherche, in Hitchcock Magazine no 104, janvier 1970
- "Open and Shut", Invitation to Murder, 1991
- "The Organization Man", The Executioner Mystery Magazine, 1975
- "The Other Runner", Ellery Queen's Mystery Magazine, 1978
- "The Other Side of Reason", Mike Shayne’s Mystery Magazine, 1974

#### P
- "Past Perfect", Alfred Hitchcock’s Mystery Magazine, 1978
- "Personalized Copy", 87th Precinct Mystery Magazine, 1975
- "Plague", Celebrity Vampires, 1995
- "Political Decision", First Lady Murders, 1999
- "The President’s Cat is Missing", Danger in D. C., 1993
- "A Private, Restful Place", Mike Shayne’s Mystery Magazine, 1974
- "Prospectus on Death", Alfred Hitchcock’s Mystery Magazine, 1971
- "Pure Rotten", Mike Shayne’s Mystery Magazine, 1977

#### Q
- "Quid, Pro Quo", Ellery Queen's Mystery Magazine, 1967. Publié en français sous le titre Quid pro quo, in Mystère Magazine, novembre 1968.

#### R
- "A Rare Bird", Alfred Hitchcock’s Mystery Magazine, 1967 Publié en français sous le titre Un oiseau rare, in Alfred Hitchcock présente Histoires à faire froid dans le dos, 1983
- "The Real Shape of the Coast", Ellery Queen's Mystery Magazine, 1971
- "Rest Assured", Mike Shayne’s Mystery Magazine, 1975
- "The Return of D. B. Cooper", Mike Shayne’s Mystery Magazine, 1982
- "The Romantics", Deadly Allies II, 1994
- "Room 33", The Executioner Mystery Magazine, 1975

#### S
- "The Second Shot", Ellery Queen's Mystery Magazine, 1984 Publié en français sous le titre Deux balles dans le fusil in Les Contes de l’amère loi, Paris, Gallimard, coll. « Série noire » no 2168, 1989
- "Severance Pay", Alfred Hitchcock’s Mystery Magazine, 1977
- "Shadows Everywhere", Alfred Hitchcock’s Mystery Magazine, 1973
- "Shell Game", Vampire Detectives, 1995
- "Shock", Unusual Suspects, 1996
- "The Shooting of Curly Dan", Ellery Queen's Mystery Magazine, 1973
- "Short Shrift", Woman’s World, 10/26, 1986
- "Slay Belle", Santa Clues, 1993
- "A Slight Oversight", The Executioner Mystery Magazine, 1975
- "Sneak Pitch", Special Report, November 1988
- "So Young, so Fair, so Dead", Mike Shayne’s Mystery Magazine, 1973
- "Someone Else", Justice for Hire, 1990
- "Something for the Dark", Alfred Hitchcock’s Mystery Magazine, 1977 Publié en français sous le titre Dans le noir in Les Contes de l’amère loi, Paris, Gallimard, coll. « Série noire » no 2168, 1989
- "Something Like Murder", Ellery Queen's Mystery Magazine, 1978
- "S.O.S.", Death Cruise, 1999
- "Split Personalities", Mike Shayne’s Mystery Magazine, February 1984
- "Sporting Blood", Swank, 1968
- "Star Bright", 1988 Publié en français sous le titre Un éclat d’étoile, in Le Retour de Phillip Marlowe, Paris, Les Presses de la Cité, 1992
- "Stutter Step", Irreconcilable Differences, 1999
- "Swan Song", Once Upon a Crime, 1998

#### T
- "Tango was her life", Death Dance, 2002
- "Taxed to Death", bePuzzled, 1996
- "That Kind of World", Alfred Hitchcock’s Mystery Magazine, 1980
- "Theft is My Profession", Alfred Hitchcock’s Mystery Magazine, 1971 Publié en français sous le titre Le vol est ma profession, in Alfred Hitchcock Magazine no 133, juin 1972
- "Thieves’ Honor", Alfred Hitchcock’s Mystery Magazine, 1966
- "Tiger, Tiger" (coécrit avec Bill Pronzini), Mystery, 1981
- "Toad Crossing" (coécrit avec David August), Alfred Hitchcock’s Mystery Magazine, 1996
- "Tough", Mike Shayne’s Mystery Magazine, 1980
- "Traveling Alone" (coécrit avec sa femme Barbara Lutz), Till Death do us Part, 1999
- "Trickle Down", Alfred Hitchcock’s Mystery Magazine, 1985
- "Twice Removed", Espionage, 1985
- "Two by Two", Alfred Hitchcock’s Mystery Magazine, 1970

#### U
- "Undercover Cat", bePuzzled, 1996
- "Understanding Electricity", Alfred Hitchcock’s Mystery Magazine, 1975
- "Until You are Dead", Alfred Hitchcock’s Mystery Magazine, 1980 Publié en français sous le titre Perpétuité in Les Contes de l’amère loi, Paris, Gallimard, coll. « Série noire » no 2168, 1989

#### V
- "A Verdict of Death", Charlie Chan Mystery Magazine, 1974
- "The Very Best", Alfred Hitchcock’s Mystery Magazine, 1972
- "Veterans", Murder Most Confederate, 2000

#### W
- "Where Is, As Is", Alfred Hitchcock’s Mystery Magazine, 1978
- "Winds of Change", Espionage, 1984
- "Within the Law", Alfred Hitchcock’s Mystery Magazine, 1972
- "Wonder World", Alfred Hitchcock’s Mystery Magazine, 1976
- "The Wounded Tiger", Signature, 1967
- "W. O. W.", The Executioner Mystery Magazine, 1974
- "Wriggle", Creature, 1981
- "Web Site", Compulsion, 2000
- "With Anchovies", Murder is my Business, 1994
- "White Mustangs", Solved, 1991

#### Y
- "You Belong to Me", Homicide Hosts Presents, 1996
- "You and the Music", Alfred Hitchcock’s Mystery Magazine, 1975

### Nouvelle signée John Bennett
- "Day of Evil, Don Pendleton’s The Executioner Mystery Magazine, 1975

### Nouvelle signée Edwin Hicks
- A Slight Over-Sight, Don Pendleton’s The Executioner Mystery Magazine, 1975

### Nouvelle signée Van McCloud
- Room 33, Don Pendleton’s The Executioner Mystery Magazine, 1975

### Nouvelle signée Paul Shepptarton
- Next to the Woman from Des Moines, Don Pendleton’s The Executioner Mystery Magazine, 1975

### Nouvelles signées Elwin Strange
- The Organization Man, Don Pendleton’s The Executioner Mystery Magazine, 1975
- Personalized Copy, Ed McBain’s 87th Precinct Mystery Magazine, 1975

### Nouvelle signée John Barry Williams
- Cheeseburger, Alfred Hitchcock’s Mystery Magazine, 1978

### Articles
- Beyond Good and Evil, The Writer, 1994
- Breaking the Rules, The Writer, 1991
- Criminal Viewpoint, The Oxford Companion to Crime and Mystery Writing, 1999
- How to Generate Suspense in Fiction, The Writer, 1999
- If You Haven’t a Clue, Basics of Writing and Selling Mystery and Suspense, 1991
- In the Beginning is the End, Writing Mysteries, 1992
- The Long and Short of It, The Writer, 1987
- Not Quite Dead Enough, Rex Stout Reprints, 1992
- Nothing Old Under the Sun, The Writer, 1980
- Setting for Suspense, The Writer, 1974
- The Sight of Music, Mystery Readers Journal, 1990
- Short and Shamus, Writing the Private Eye Novel, 1997
- Two Timers, Mystery Scene, 1994
- Using Technology in Mysteries, The Writer, 1978

## Récompenses
- Prix Shamus : Best P. I. Hardcover Short Story en 1983 pour What You Don't Know Can Hurt You
- Edgar Award Best Short Story en 1986 pour Ride the Lightning
- Trophée 813 de la meilleure nouvelle (ou recueil) en 1989 pour le recueil Better Mousetraps
- Prix Shamus : Best P. I. Hardcover Novel en 1989 pour Kiss
- Prix Shamus : Lifetime Achievement Award en 1995 pour l’ensemble de son œuvre

## Adaptations de son œuvre
- 1992 : JF partagerait appartement (Single White Female), film américain réalisé par Barbet Schroeder, d'après le roman SWF Seeks Same, avec Bridget Fonda, Jennifer Jason Leigh et Steven Weber
- 1997 : The Ex, film américain réalisé par Mark L. Lester, d'après le roman The Ex, avec Yancy Butler, Suzy Amis et Nick Mancuso